# Saint-Aigulin
 Saint-Aigulin  es una población y comuna francesa, situada en la región de Poitou-Charentes, departamento de Charente Marítimo, en el distrito de Jonzac y cantón de Montguyon.

## Demografía
| 2317 | 2343 | 2359 | 2220 | 2040 | 1985 |
| Para los censos de 1962 a 1999 la población legal corresponde a la población sin duplicidades (Fuente: INSEE [Consultar]) |      |      |      |      |      |